# Бранімір Мандіч
Бранімір Мандіч (Branimir Mandic) — боснійський дипломат. Надзвичайний і Повноважний Посол Боснії і Герцеговини в Україні за сумісництвом (2006—2009).

## Життєпис
Працював помічником Міністра закордонних справ Боснії і Герцеговини.
Надзвичайний і Повноважний Посол Боснії і Герцеговини в Угорщині.
У 2006—2009 рр. — Надзвичайний і Повноважний Посол Боснії і Герцеговини в Україні за сумісництвом, з резиденцією в Будапешті.
Директор Центру із співробітництва в сфері безпеки — RACVIAC.
Заступник Міністра закордонних справ Боснії і Герцеговини.